# 橋見村
橋見村（はしみむら）は、かつて愛知県西加茂郡にあった村。
現在の豊田市の一部（保見地区の大畑町・八草町・篠原町・広幡町など）に該当する。

## 歴史
- 1872年（明治5年） - 広見村が西広見村に改称する。
- 1889年（明治22年）10月1日 - 西広見村、大畑村、八草村、篠原村が合併し、橋見村が発足。
- 1906年（明治39年）7月1日 - 伊保村と合併し、保見村が発足。同日橋見村は廃止。